# Coccocypselum lymansmithii
Coccocypselum lymansmithii är en måreväxtart som beskrevs av Paul Carpenter Standley. Coccocypselum lymansmithii ingår i släktet Coccocypselum och familjen måreväxter. Inga underarter finns listade i Catalogue of Life.